# Dromia dormia
Dromia dormia (tên thông thường tiếng Anh: sleepy sponge crab hoặc common sponge crab,) là loài lớn nhất trong họ Dromiidae. Loài này có chiều rộng mai lên đến 20 cm (8 in) và sống tại những vùng nước nông thuộc Ấn Độ-Thái Bình Dương.

## Phân bố
Dromia dormia có phân bố rộng tại khu vực Ấn Độ-Thái Bình Dương. Phạm vi của chúng mở rộng từ miền Đông Phi (gồm Madagascar, Seychelles và Mauritius) và Biển Đỏ qua quần đảo Mã Lai, về phía nam tới Queensland (Úc), về phía bắc đến Trung Quốc và Nhật Bản và xa về phía đông tới tận Hawaii và Polynésie thuộc Pháp. Loài này chủ yếu được tìm thấy ở vùng nước nông, với độ sâu tối đa từng được ghi nhận là 112 m (367 ft).

## Mô tả
Dromia dormia là loài lớn nhất họ Dromiidae, chiều rộng mai đạt 200 milimét (7,9 in) ở con đực, và 172 mm (6,8 in) ở con cái.
D. dormia tự ngụy trang bằng cách mang theo một con bọt biển trên lưng, được hai càng cắt tỉa đến kích thước phù hợp, và được giữ đúng chỗ bằng hai cặp chân sau. Có trường hợp D. dormia mang theo một miếng gỗ và một chiếc giày bỏ đi.

## Sinh sản
Ít có dữ liệu về tiến trình sinh sản của D. dormia. Có ghi nhận một con cái ở quần đảo Marquises mang theo chừng 130.000 trứng, mỗi trứng có đường kính 0.5 mm.

## Lịch sử phân loại
Dromia dormia là một trong những loài Dromiidae đầu tiên được thu thập, có lẽ do kích thước lớn và việc nó thường xuất hiện ở khoảng nước nông. Carl Linnaeus là người đầu tiên mô tả khoa học D. dormia, trong tác phẩm Centuria Insectorum (1763), dưới tên Cancer dormia. Một bài mô tả khác đã được Georg Eberhard Rumphius ra mắt trước đó trong quyển De Amboinsche Rariteitkamer (1705), nhưng đây là thời điểm mà phân loại sinh học chưa hình thành.